# チャールズ・ウォルコット
チャールズ・ドゥーリトル・ウォルコット（Charles Doolittle Walcott、1850年3月31日 - 1927年2月9日）は、アメリカ合衆国の古生物学者。無脊椎動物を研究し、1909年にカナダのブリティッシュコロンビア州のバージェス頁岩（Burgess shale）累層において、よく保存されたカンブリア紀の化石群を発見したことでも知られる。

## 初期の経歴
ウォルコットは1850年にニューヨーク州北部のオナイダに生まれた。父とは若い頃に死別。大学で博物学に関心を持ち、化石の他昆虫採集なども行った。ただし19歳の時に大学を中退、金物屋の事務員を二年間経験した。
21歳の時、仕事でインディアナポリスに出かけ、ここで炭田で働く地質学者に出逢い、これが彼が生涯を地質学に向けるきっかけとなった。これを契機に彼は地元のオルドビス紀の石灰岩の調査と化石の採集、研究を始めた。このころ、ルイ・アガシーがハーバード大学の比較動物学博物館の創設のためにスイスから招かれており、ウォルコットは彼の元で化石研究を行うことを申し入れたが、アガシがその直前に死亡し、これはかなわなかった。その後も彼は独学で研究を続けた。
1876年、ウォルコットはニューヨークの地質学者ジェームズ・ホール (James Hall) の助手になり、アメリカ科学振興協会 (AAAS) の会員になった。1879年、ウォルコットはアメリカ地質調査所に入所し、1894年に所長に昇進した。彼は、特に米国内にあるカンブリア層の調査を行い、多くの調査旅行をこなして、収集した化石を岩石の年代と連携させた。その成果は、地質学に貢献する重要な業績となっている。
ウォルコットは、1896年に米国科学アカデミーの会長に選ばれ、1902年には、カーネギー鉄鋼会社の創設者であり慈善家としても有名なアンドリュー・カーネギーを説得して、ワシントンにカーネギー研究所を創設し理事長となった。

## スミソニアン協会の指導者
ウォルコットは1907年にスミソニアン協会の会長となり、米国地質調査所の所長も引き続き務めた。バージェス頁岩にカンブリア紀の化石を発見した翌年の1910年に、ウォルコットは、2人の息子と共に、その地域に行き、化石のあった頁岩のある地点より上の尾根の地層を調べ、化石を含む地層帯を、事実上発見した。1919年から1924年の間、ウォルコットは何度もその地に足を運び、彼の名にちなんでウォルコット石切場と名付けられた所から、65,000点以上もの化石を収集した。
しかし、負の側面もある。航空機の発明者としてのライト兄弟の功績を決して認めなかったのである。これには、スミソニアン協会の前会長であるサミュエル・ラングレーが航空機開発の先駆者でありながら、1903年に「エアロドローム号」で行った飛行実験に失敗したことにあると見られている。ラングレーはアメリカ海軍から資金援助を受けていたために、この失敗は世論から激しい非難を受け、スミソニアン協会にとって大きな屈辱となった。
ウォルコットはライト兄弟と特許について係争していたグレン・カーチスに資金援助を行った。その上で、かつてラングレーが失敗したエアロドローム号の飛行実験を1914年に行い、成功させた。この結果を受けて、ウォルコットはスミソニアン協会年次報告に「これまでの実験によって、ラングレーが有人飛行のできる飛行機の製作に世界で初めて成功したことが証明された」と掲載した。しかし、実験当時のエアロドローム号には、カーチスによりほとんど原形をとどめないほどに徹底した改造が施されていた。エアロドローム号は「人類初の飛行機」としてワシントン国立博物館に展示されたが、この時のエアロドローム号は、1903年当時の姿であったという。
もちろんオーヴィル・ライトは激しく非難したが、ウォルコットやスミソニアン協会が受け入れることはなかった。スミソニアン協会がライト兄弟の功績を認めたのはウォルコットの死後、後任のチャールズ・アボットの代になってからのことであった。現在、ライト兄弟のライトフライヤー号はスミソニアン協会が管理する国立航空宇宙博物館に展示されている。

## 遺産
1927年にウォルコットが亡くなった後、彼の資料、写真、記録は1960年代後半になって新しい世代の古生物学者たちが興味を寄せるまで、スミソニアン協会に保管されていた。そして、彼の解釈の多くは訂正された。
もし、スティーヴン・ジェイ・グールドが『ワンダフルライフ』（1989）で注意をひかなければ、ウォルコットは、これほど広く一般に知られることはなかったかもしれない。この本の中で、グールドは、自分の考えを前面に出し、「ウォルコットはバージェス頁岩の化石種の特異性を発見できず、それらの化石を既存の門に“靴べらで押し込んだ”」と批判した。しかし、これはバージェス動物群の特異性を強調するためのレトリック的な面もある。たとえばこの本でグールドはウォルコットについて、バージェスの化石を岩の表面の模様のように判断し、立体構造をもつものと考えなかったと批判しているが、実際には彼はその分野では偉大な先達である。彼は1870年代に世界で最初に三葉虫の付属肢の構造を発表した。三葉虫の付属肢は普通の化石では失われていることが多い上、背甲の下に隠れているため存在しても見えないが、彼は化石内部の立体構造を解明するために連続切片を作るなど様々な技法を用いていこれを研究した。現在では、古生物学者の多くがウォルコットの記述と論理的な概念について、それほど否定的な見解を持っているわけではない。
バージェス山の一つの頂上に彼の名前が付いている。

## チャールズ・ドゥーリトル・ウォルコット・メダル
チャールズ・ドゥーリトル・ウォルコット・メダル (Charles Doolittle Walcott Medal) が、米国科学アカデミーによって前カンブリア紀とカンブリア紀の古生物学分野での優れた業績に対して授与されていた。現在はNAS Award in Early Earth and Life Sciencesとなっている。

### 受賞者
- 1934年: デビッド・ホワイト (David White)
- 1939年: A. H. Westergaard
- 1947年: Alexander G. Vologdin
- 1952年: フランコ・ラゼッティ (Franco Rasetti)
- 1957年: Pierre Hupe
- 1962年: Armin A. Opik
- 1967年: Allison R. Palmer
- 1972年: Elso S. Barghoorn
- 1977年: プレストン・クラウド (Preston Cloud)
- 1982年: Martin F. Glaessner
- 1987年: Andrew H. Knoll and Simon C. Morris
- 1992年: Stefan Bengtson
- 1997年: Mikhail A. Fedonkin
- 2002年: Hans J. Hofmann
- 2007年: John P. Grotzinger
- 2013年: J. William Schopf